# Ольшево-Ґура
Ольшево-Ґура (пол. Olszewo-Góra) — село в Польщі, у гміні Єдвабне Ломжинського повіту Підляського воєводства.
Населення — 78 осіб (2011).
У 1975-1998 роках село належало до Ломжинського воєводства.

## Демографія
Демографічна структура станом на 31 березня 2011 року:
|          | Загалом | Допрацездатний вік | Працездатний вік | Постпрацездатний вік |
| -------- | ------- | ------------------ | ---------------- | -------------------- |
| Чоловіки | 40      | 6                  | 29               | 5                    |
| Жінки    | 38      | 1                  | 27               | 10                   |
| Разом    | 78      | 7                  | 56               | 15                   |